# Vertigo ronnebyensis
Vertigo ronnebyensis е вид коремоного от семейство Vertiginidae.

## Разпространение
Видът е разпространен в Германия, Дания, Естония, Латвия, Литва, Норвегия, Полша, Русия (Калининград), Финландия, Чехия и Швеция.